# Joaquim Soares Coimbra
Joaquim Soares Coimbra (Rio de Janeiro, ca. 1780 — Desterro, 8 de março de 1844) foi um político brasileiro.
Filho de Manuel Soares Coimbra e de Aniceta Zuzarte Coimbra.
Foi deputado à Assembleia Legislativa Provincial de  Santa Catarina na 3ª legislatura (1840 — 1841), como suplente convocado.